# لز سالس
لز سالس (به فرانسوی: Les Salles) یک کامین در فرانسه است که در Canton of Noirétable واقع شده‌است.

## خصوصیات
لز سالس ۲۵٫۲۲ کیلومترمربع مساحت و ۴۲۴ نفر جمعیت دارد و ۶۹۰ متر بالاتر از سطح دریا واقع شده‌است.